# Bongo Comics
Bongo Comics ist ein US-amerikanischer Comicverlag mit Sitz in Santa Monica (Kalifornien), der unter anderem die Simpsons Comics herausbringt.

## Geschichte
Die Bongo Comics Group wurde 1993 von Simpsons-Schöpfer Matt Groening, Bill Morrison, Steve und Cindy Vance gegründet. Zuvor hatten Steve und Cindy Vance die Zeitschrift Simpsons Illustrated veröffentlicht, auf deren Erfolg der erste richtige Bongo Comic mit dem Namen Simpsons Comics and Stories Issue im Januar 1993 zum Verkauf angeboten wurde. Bis heute gibt es über 400 Folgen der klassischen Simpsons-Reihe, zudem noch einige weitere Simpsons-bezogene Titel.
2003 wurde der erste Comic, der kein Ableger oder ähnliches der Simpsons beziehungsweise Futurama war, herausgebracht. Heroes Anonymous von Bongo-Chefzeichner Bill Morrison läuft in den USA sehr erfolgreich.
Seinen Namen hatte die amerikanische Comic-Gruppe Bongo von der Comic-Serie Life in Hell des Simpsons-Schöpfers Matt Groening, die von einem Hasen mit nur einem Ohr handelte. Dieser Hase kommt auch oft noch bei den Simpsons vor und heißt mit Namen Bongo.
Im deutschsprachigen Raum werden Bongo Comics vom Dino Verlag (heute Panini Verlag) veröffentlicht.

## Serien
Für eine vollständige Simpsons-Comics-Liste siehe: Liste der Simpsons-Comics
- Bartman Comics (abgesetzt)
- Bart Simpson Comics (abgesetzt)
- Bart Simpson’s Treehouse of Horror (abgesetzt)
- Das beste der Simpsons (Simpsons Illustrated)
- Futurama (abgesetzt)
- Heroes Anonymous (abgesetzt)
- Hoopster’s (abgesetzt)
- Krusty Comics (nur drei Ausgaben)
- Lisa Comics (nur eine Ausgabe)
- Mylo Xloto
- One Shots
- Radioactive Man (Sonderserie der Simpsons-Comics, abgesetzt)
- Roswell – Ein Grünling auf Erden (abgesetzt)
- Simpsons Classics (abgesetzt)
- Simpsons Comics (abgesetzt)
- Sommersause (abgesetzt)
- Superspektakel (abgesetzt)
- Winterwirbel (abgesetzt)